# 喬恩·海德
強納森·喬瑟夫·「瓊」·海德（英語：Jonathan Joseph "Jon" Heder，/ˈhiːdər/，1977年10月26日—），美國男演員和製片人。最著名的是擔任2004年喜劇電影《拿破崙炸藥》的主角，其他知名作品如《天國可人兒》（2005年）、《冷板凳少棒隊》（2006年）、《無賴速成班》（2006年）、《冰刀雙人組》（2007年）、《媽媽的寶貝》（2007年）和《羅馬不思議》（2010年）。他也時常擔任動畫配音員，包括《怪怪屋》（2006年）、《衝浪季節》（2007年）、《頑童皮諾丘》（2012年）和電視動畫《拿破崙炸藥》（2012年）。

## 私生活
海德自2002年就讀於楊百翰大學時結識了克絲汀·巴爾斯（Kirsten Bales），之後娶她為妻。他們是耶穌基督後期聖徒教會的成員，與四個孩子生活在加利福尼亞州聖塔克拉利塔索格斯鎮。

## 外部連結
- 喬恩·海德在互联网电影资料库（IMDb）上的資料（英文）